# لوك بيرود
لوك بيرود (بالفرنسية: Luc Béraud)‏ هو كاتب وكاتب سيناريو ومخرج وممثل فرنسي، ولد في 30 أكتوبر 1945 بلا روشيل في فرنسا.

## وصلات خارجية
- لوك بيرود على موقع IMDb (الإنجليزية)
- لوك بيرود على موقع ألو سيني (الفرنسية)
- لوك بيرود على موقع أول موفي (الإنجليزية)
- لوك بيرود على موقع قاعدة بيانات الأفلام السويدية (السويدية)
- لوك بيرود على موقع قاعدة بيانات الفيلم (الإنجليزية)
- لوك بيرود على موقع كينوبويسك (الروسية)